# La Voz de Galicia
La Voz de Galicia (en français, La Voix de la Galice) est un quotidien espagnol détenu par Corporación Voz de Galicia. Il a été fondé en 1882.
La Voz de Galicia est le journal ayant le tirage le plus élevé en Galice, et arrive au huitième rang en Espagne pour les quotidiens d'intérêt général. Il est pour l'essentiel écrit en espagnol, mais le galicien est utilisé pour les sections culturelle ou d'opinion.